# 维也纳国立歌剧院
维也纳国立歌剧院（德語：Wiener Staatsoper）坐落於奥地利维也纳，是擁有1,709個座位的文艺复兴建筑，也是維也納環城大道上的第一座主要建築。建於1861年至1869年，遵循奧古斯特·西卡德·馮·西卡茲堡、愛德華·范德努爾的計劃，以及約瑟夫·赫拉夫卡的設計而興建。
最初，歌劇院由弗朗茨·约瑟夫一世及奥地利皇后伊丽莎白取名為維也納宮廷歌劇院而開放，後在1921年奥地利第一共和国成立後更改為現在的名字。當前，該歌劇院是维也纳爱乐乐团及维也纳國家芭蕾舞團的所在地，每年在狂歡節期間，歌剧院經常會舉辦維也納歌劇院舞會。

## 歷史
1869年5月25日，这里首場表演為莫扎特的《唐·乔望尼》（Don Giovanni）。
在第二次世界大战中，舞台被盟军炸毁，整栋建筑也在1945年3月12日被火烧毁。
重建的歌剧院有超过2200个座位，于1955年11月5日第一次演出，剧目是贝多芬的《费德里奥》，由卡尔·伯姆指挥。
这里也一直是維也納歌劇院舞會的举办场地。

## 組成
歌剧院现在的音乐总监是弗朗茲·威爾瑟-莫斯特。其他的指挥还包括汉斯·里赫特、魏因加特纳、理查·施特劳斯、克莱门斯·克劳斯、富特文格勒、布鲁诺·瓦尔特、卡尔·伯姆、卡拉扬、洛林·马泽尔、克劳迪奥·阿巴多、里卡尔多·穆蒂以及小泽征尔等人。
歌剧院与维也纳爱乐乐团有着很紧密的联系，因为维也纳爱乐的乐手都是从歌剧院乐团里选拔的。

## 建筑
原有的建筑是一座新文艺复兴风格的建筑，刚建成时受到了严厉的批评。
現在的維也納國立歌劇院依舊具有優秀的聲學效果，是世界百大廳院之一。